# Furi Cràssipes
Els Furi Cràssipes (llatí: Furius Crassipes) foren una branca patrícia de la gens Fúria. El cognomen Cràssipes vol dir 'peus grossos' o 'gruixuts'.
Tres personatges d'aquesta família varen tenir importància històrica:
- Marc Furi Cràssipes, magistrat romà.
- Furi Cràssipes, cavaller romà i gendre de Ciceró.
- Publi Furi Cràssipes, magistrat romà.